# Chris Cohen
Christopher David Cohen (Norwich, 5 marzo 1987) è un allenatore di calcio ed ex calciatore inglese, di ruolo centrocampista.

## Caratteristiche tecniche
È stato un centrocampista centrale che poteva essere impiegato anche nella corsia mancina con compiti prettamente difensivi.